# Cantone di Montargis
Il Cantone di Montargis è una divisione amministrativa dell'arrondissement di Montargis.
A seguito della riforma approvata con decreto del 25 febbraio 2014, che ha avuto attuazione dopo le elezioni dipartimentali del 2015, è passato da 1 a 9 comuni.

## Composizione
Prima della riforma del 2014 comprendeva il solo comune di Montargis.
Dal 2015 i comuni appartenenti al cantone sono i seguenti 9:
- Chevillon-sur-Huillard
- Lombreuil
- Montargis
- Mormant-sur-Vernisson
- Pannes
- Saint-Maurice-sur-Fessard
- Solterre
- Villemandeur
- Vimory